# パトリオット (アメリカ革命)
パトリオット（英: Patriot）は、アメリカ独立革命を推進した勢力のこと。
アメリカ独立戦争が始まる数年前から、独立を志向するパトリオット（愛国者）と、イギリス本国と王に対する忠誠を誓うロイヤリスト（王党派）との対立構造が生まれてきた。パトリオットは自称または他称でAmericans、 Whigs（ホイッグ）、 Congress-Men（大陸会議派） または Rebels（反逆者）と呼ばれた。元々はイギリスからの移民が多かったアメリカ植民地であるが、アメリカ独立戦争のころは移民開始から150年間を経過しており、自主自立の機運が高まる中でイギリス政府からの圧力をきっかけに、パトリオットという名前での組織化が始まった。